# Raymond Patriarca Jr.
Raimondo J. Patriarca Jr. (Providence, 1945) è un mafioso statunitense, di origini italiane.
Fu un boss di Providence, Rhode Island, che insieme al padre Raymond Patriarca Sr., costruì una cricca criminale conosciuta come la famiglia criminale Patriarca.
Insieme agli alleati Fratelli Angiulo, il regno dei Patriarca era notevolmente più debole rispetto alle altre bande criminali rivali, che facilmente uccisero membri importanti dei Patriarca come William Grosso. In seguito i Patriarca si unirono con la famiglia Gambino di New York, riuscendo così a mantenere la stabilità all'interno della famiglia negli anni successivi.
Nel 1989 i Patriarca furono registrati dall'FBI per un loro arresto; infatti, accusati dalla polizia federale, fu possibile arrestare non solo Patriarca Jr., ma anche pezzi grossi come Nicholas Bianco, Joseph Russo e Robert Carozza, compresi tutti gli altri membri della famiglia. Dopo la scarcerazione Patriarca Jr. andò in pensione.